# Weißer Turm (Thessaloniki)

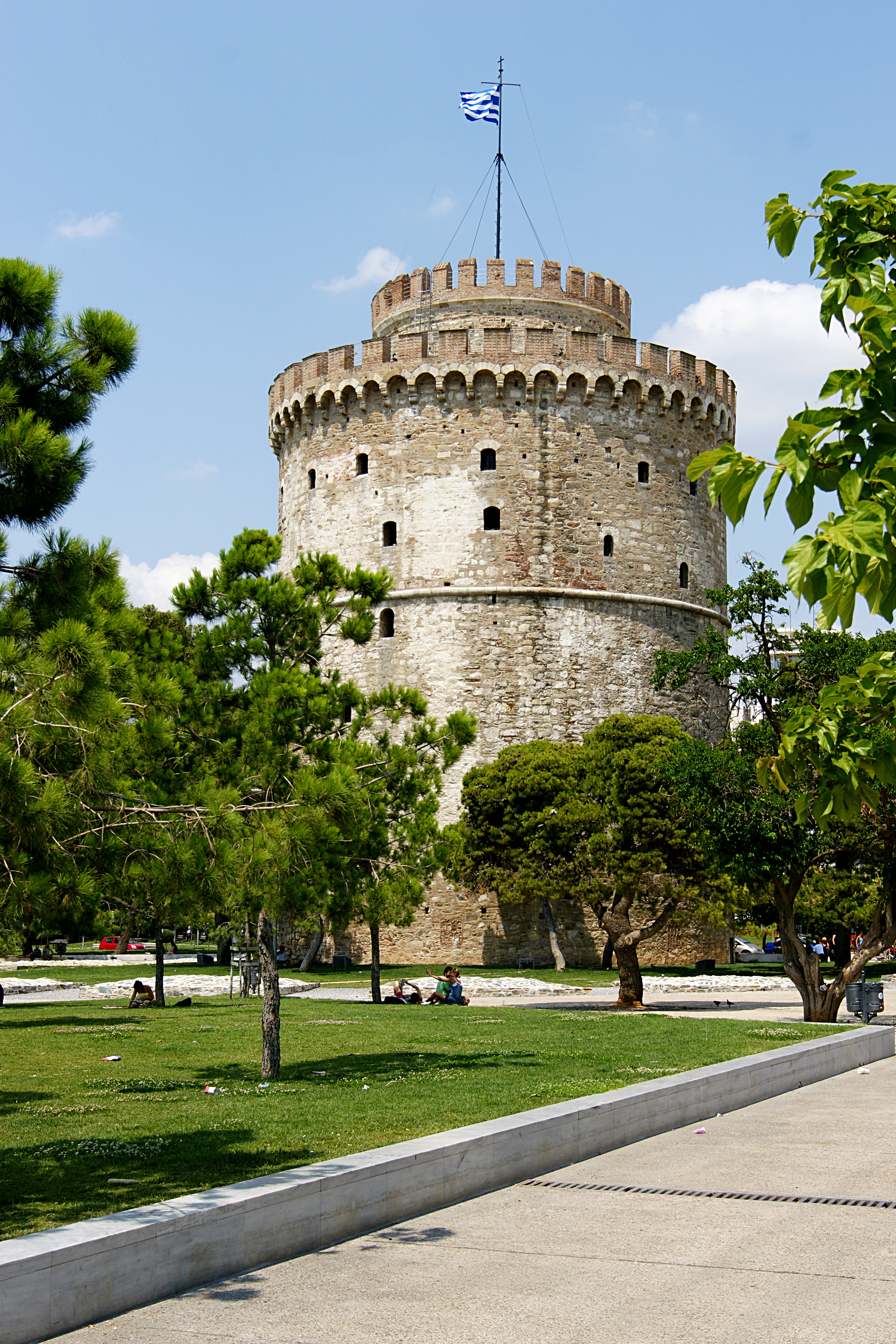
Der Weiße Turm von Thessaloniki

Der Weiße Turm (griechisch Λευκός Πύργος, Lefkos Pyrgos) ist ein Baudenkmal und Museum in der Stadt Thessaloniki. Seit seiner Errichtung im 15. bzw. 16. Jahrhundert durch den osmanischen Architekten Sinan diente der Weiße Turm als Befestigungsanlage, Garnison, Gefängnis und Museum.

## Lage
Der Weiße Turm steht unmittelbar südlich des Hafens von Thessaloniki am Ufer des Thermaischen Golfes. Von Nordwesten nach Südosten erreicht die Uferpromenade Thessalonikis Leoforos Nikis den Weißen Turm und findet ihre Fortsetzung in der Parkanlage und Uferpromenade Nea Paralia.

## Bauliche Struktur

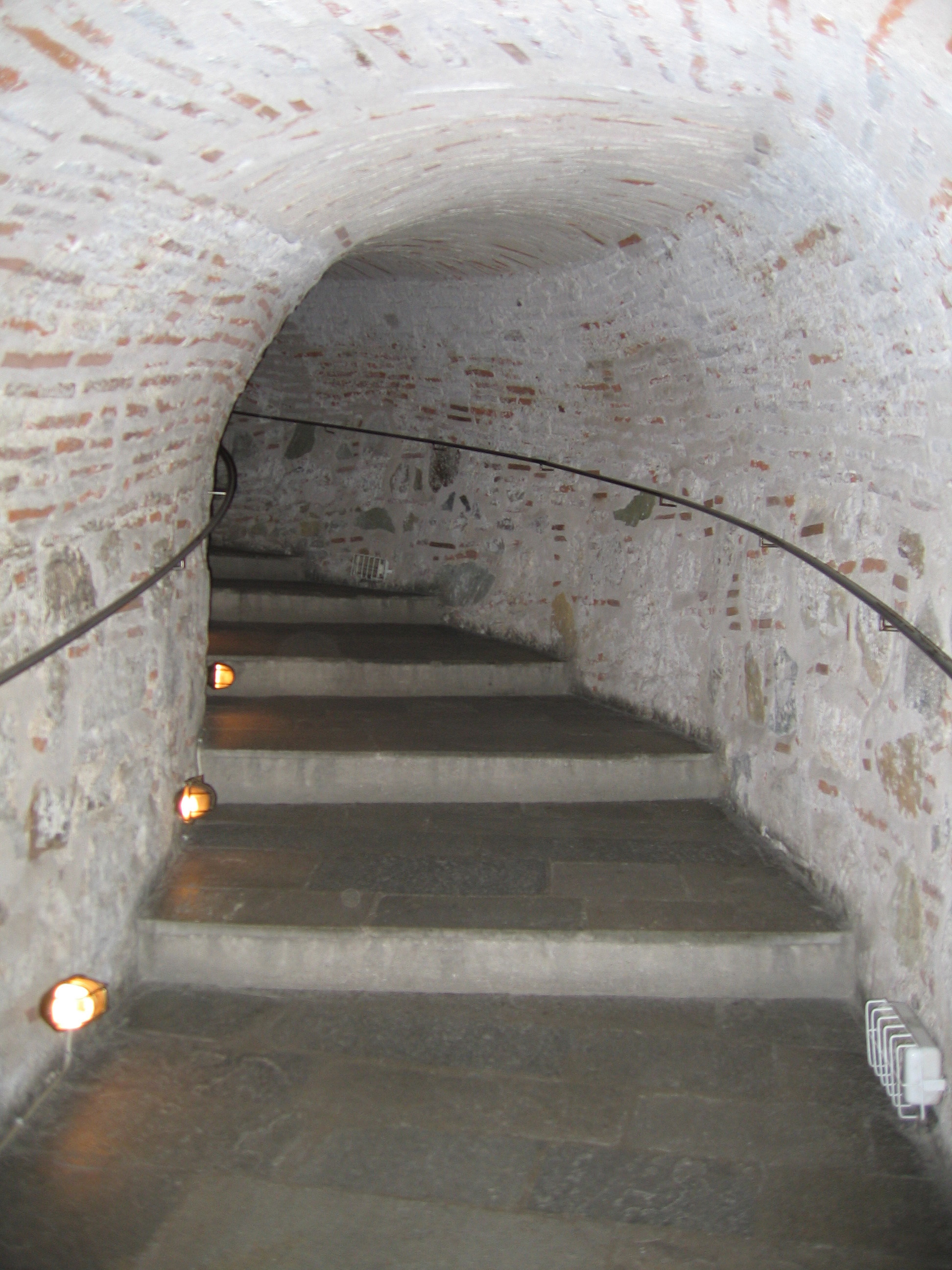
Aufgang im Weißen Turm.

Der Weiße Turm besteht aus zwei stufenförmig aufeinander aufsetzenden zylinderförmigen Bauteilen mit einer Gesamthöhe von 33,9 m. Der erste Bauteil hat einen Durchmesser von 22,7 m und eine Höhe von 27 m über Grund. Der auf diesem aufsetzende zweite und nach oben abschließende Bauteil, den man auch als Tambour bezeichnen könnte, hat einen Durchmesser von 12 m und eine Höhe von 6 m. Zwischen dem ersten und dem zweiten Bauteil ergibt sich aufgrund der Durchmesser- und Umfangsdifferenz ein Rundgang von 5 m Breite, der nach außen hin durch eine Zinnenmauer begrenzt wird. Der zweite schmalere Bauteil schließt mit einer Plattform von 10 m Durchmesser ab, die ebenfalls nach außen hin durch eine Zinnenmauer begrenzt wird. In beiden Bauteilen sind in der Außenwand Schießscharten eingefügt. Innerhalb des Turms befinden sich sechs Stockwerke mit jeweils einem zentralen Raum, der Zugang zu den Schießscharten erlaubte. Einige der Schießscharten werden auch über einen spiralförmigen Aufgang erreicht.
Die Bauform des Weißen Turms hat sich im Verlauf der Jahre seit seiner Entstehung substanziell verändert. Illustrationen aus der frühen Zeit seiner Existenz zeigen den Turm mit einem konisch zulaufenden Dach. Wann das Dach abgetragen oder zerstört worden ist, ist nicht sicher bekannt. Eine Mauer umgab den Weißen Turm bis in das Jahr 1917. Diese war für die Deckung der schweren Geschütze zur Hafenverteidigung nutzbar und umschloss eine dreimal so große Fläche, wie der Weiße Turm sie in seiner heutigen Form einnimmt. In den Jahren 2007 und 2008 sind Teile der Mauer, die den Weißen Turm bis 1917 umschlossen haben, wieder freigelegt worden.

## Geschichte

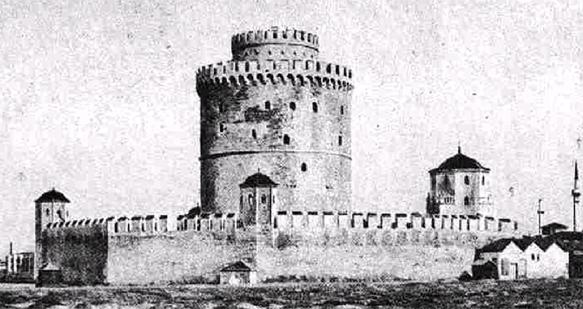
Der Weiße Turm im Jahr 1912. Die ihn umgebende Mauer wurde 1917 abgerissen.

Der Weiße Turm und seine Vorläuferbauten dienten ursprünglich zum Abschluss und zur Bewachung des östlichen bzw. südöstlichen Endes der Seemauern der Stadt Thessaloniki. Gleichzeitig war der Weiße Turm auch der Abschluss der östlichen Stadtmauer von Thessaloniki. An der Stelle des Weißen Turms stand ein byzantinischer Turm als Bestandteil der Stadtbefestigungen von Thessaloniki, der damals zweitgrößten Stadt des Byzantinischen Reichs. Er wurde erstmals vom Erzbischof Eustathios von Thessalonike bei seiner Schilderung der normannischen Eroberung von Thessaloniki im Jahre 1185 erwähnt.
In seiner heutigen Form ist der Weiße Turm osmanischen Ursprungs. Nach der osmanischen Eroberung von Thessaloniki im Jahr 1430 durch Sultan Murad II. wurde der Weiße Turm errichtet. Süleyman der Prächtige ließ am westlichen und am östlichen Ende der Seemauer von Thessaloniki zwei Türme errichten. Der östliche Turm ist der Weiße Turm, der westliche Turm existiert nicht mehr. Bis zum Jahr 1912 datierte eine Inschrift in osmanischem Türkisch über der Eingangstür den Bau auf das Jahr 942 des islamischen Kalenders (1535–1536 nach christlicher Zeitrechnung). Der Historiker Franz Babinger stellte die These auf, dass der Architekt des Weißen Turms der osmanische Baumeister Sinan sei, und stützt diese These mit der Hafenbefestigung in Vlora, die von Sinan 1537 erbaut wurde.
Die Osmanen benutzten den Turm als Befestigungsanlage, Truppenunterkunft und als Gefängnis. 1826 fand auf Befehl des Sultans Mahmud II. eine Tötungsaktion an den Gefangenen im Weißen Turm statt. Der Weiße Turm wurde infolge dieser Tat sowie auch seines Gebrauchs als Gefängnis unter Einschluss der Anwendung von Folter als „Turm des Blutes“ oder „Roter Turm“ bezeichnet; diese Bezeichnung hielt sich im 19. Jahrhundert.
Der Weiße Turm begrenzte nicht nur die Seemauern von Thessaloniki nach Osten bzw. Südosten, sondern er war auch der südliche Eckpunkt der östlichen Stadtmauer. Außerhalb der östlichen Stadtmauer befanden sich die Friedhöfe der muslimischen und jüdischen Bevölkerung von Thessaloniki. Die östliche Stadtmauer wurde im Jahr 1866 abgerissen.
Nach der Eroberung von Thessaloniki im Oktober 1912 im Rahmen des Ersten Balkankrieges durch Truppen unter dem Kommando des griechischen Thronfolgers Konstantin I. wurde der Turm im Rahmen einer symbolischen Handlung weißgekalkt (weiß getüncht bzw. eingefärbt) und erhielt dadurch seinen heutigen Namen.
In den frühen 1990er Jahren wurde die Darstellung des Weißen Turms auf einer inoffiziellen und illegalen Banknote aus dem Nachbarland Mazedonien zum Gegenstand eines heftigen politischen Streits zwischen Griechenland und der Republik Nordmazedonien vor dem Hintergrund des Namensstreits über Mazedonien.
Heute hat der Turm eine gräuliche Farbe – seinen Namen „Weißer Turm“ hat er unverändert seit 1912 beibehalten. Der Turm beherbergt eine Ausstellung des Museum für Byzantinische Kultur zur Geschichte Thessalonikis und ist eine der Touristenattraktionen der Stadt. Verwaltet wird der Weiße Turm durch die 9. Ephorie für Byzantinische Altertümer des Griechischen Ministeriums für Kultur.